# Kostel svatého Tomáše (Brno)
Kostel svatého Tomáše apoštola, původně kostel Zvěstování Panny Marie a svatého Tomáše apoštola, je barokní farní kostel, původně gotický klášterní kostel augustiniánů. Nachází se v brněnské městské části Brno-střed na jihu Moravského náměstí v katastrálním území Město Brno.

## Dějiny kostela
Počátky chrámu sahají do 14. století, kdy jej Jan Jindřich založil společně s augustiniánským klášterem. Z této doby se dochoval mohutný sedmitunový zvon z roku 1393, který má průměr 205 cm a váží sedm a půl tuny. Samotný kostel byl v průběhu staletí mnohokrát opravován a přestavován, jeho současná barokní podoba pochází ze 17. století. Jde o farní kostel farnosti Brno u kostela sv. Tomáše.

## Stavba kostela

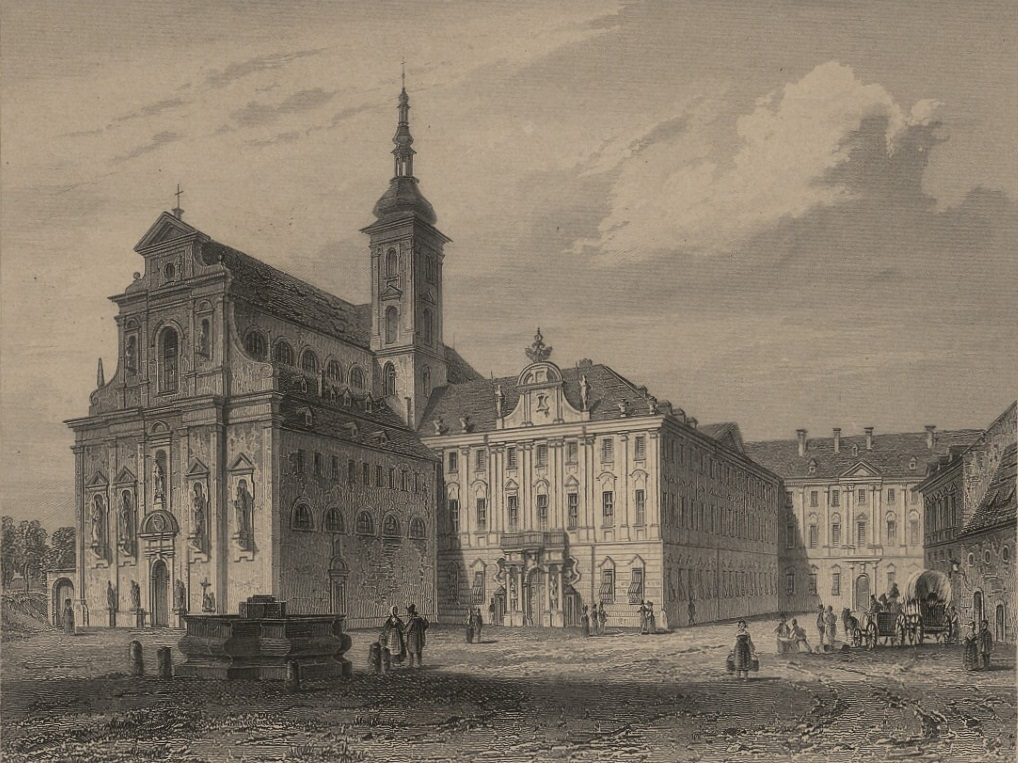
Kostel v roce 1842 (vpravo Místodržitelský palác)

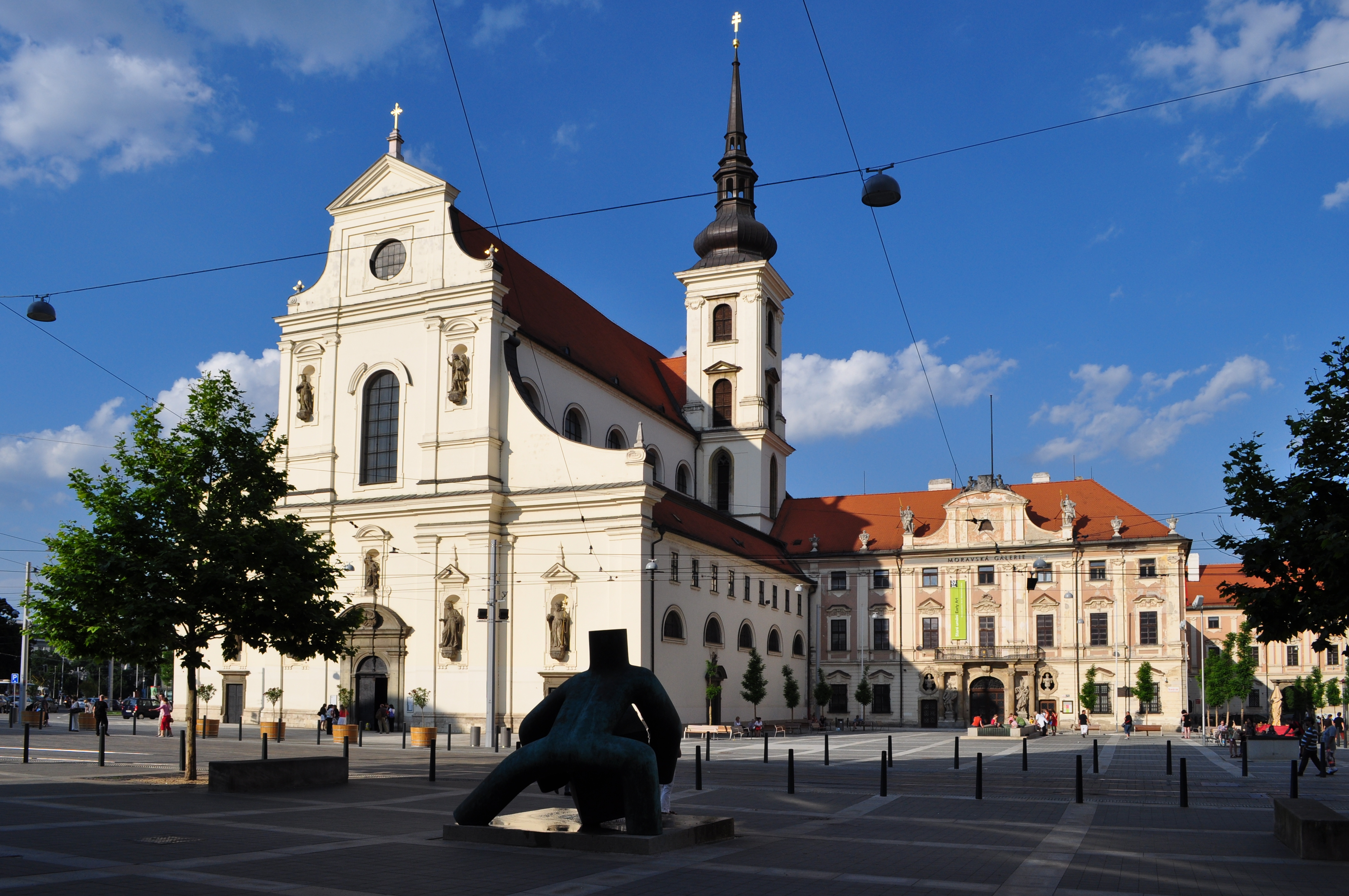
Kostel svatého Tomáše, vpravo barokní Místodržitelský palác

Augustiniánský klášter s kostelem na tehdejším brněnském předměstí založil 2. února 1350 moravský markrabě Jan Jindřich, který si zároveň přál zde umístit rodové pohřebiště. Ke stavbě byla přizvána parléřovská huť z Prahy, která se ale na jeho dokončení ve třetí čtvrtině 14. století už však nepodílela. Během husitských válek byl areál poškozen a nepovedlo se ho kompletně opravit ani do švédského obléhání Brna v roce 1645. Od roku 1661 probíhala stavební obnova kostela v duchu barokního tvarosloví pod vedením Jana Křtitele Erny. Gotický půdorys kostela byl rozšířen barokním trojlodím s vestavěnými mělkými kaplemi. Monumentální západní průčelí bylo ozdobeno sochami světců od Jana van der Furtha.
V průběhu let 1732–1752 byl zásadně přestavěn starý konvent a prelatura, na jejichž vybudování se podíleli Mořic Grimm a jeho syn František Antonín. Portál prelatury je osazen sochami markraběte Jana Jindřicha a jeho syna Jošta jako římského krále od Josefa Leonarda Webera. Mořic Grimm zároveň v letech 1749–1752 barokizoval presbytář kostela.

## Interiér
Hlavní oltář s obrazem Zjevení Krista apoštolům od rakouského malíře Franze Antona Maulbertsche navrhl a sochařskou výzdobu provedl v letech 1762-1764 Josef Winterhalder st. společně s Jakubem Scherzem. Scherz je také autorem dvou bočních oltářů v presbytáři s obrazy Tadeáše Rottera. Ostatní převážně černo-zlaté boční oltáře pocházejí z konce 17. století a podíleli se na nich sochaři Ferdinand Pfaundler, Baltasar Frobel a Jan van der Furth. Martin Antonín Lublinský namaloval obraz na oltáři Anděla Strážného a obraz sv. Augustina, který je kopií obrazu Petra P. Rubense z kostela sv. Tomáše v Praze na Malé Straně. Pražský malíř Jan Jiří Heinsch dodal titulní obraz na oltář sv. Starosty.
Varhanní skříň byla objednána v dílně Antonína Rigy, kazatelna je dílem F. Pfaundlera s obrazy připisovanými Janu Křtitelu Spiessovi.
V boční kapli zasvěcené Panně Marii Bolestné je umístěna cenná gotická kamenná Pieta horizontálního typu, jejíž autorství je připisováno Jindřichu Parléřovi, který pracoval jako kameník a stavitel ve službách markraběte Jošta. V čele levé lodi stojí barokní oltář s gotickým krucifixem s anděly od Jana J. Schaubergera. Tento oltář kryje původní vstup do Mariánské kaple, kde byla do zrušení kláštera uchovávána na stříbrném oltáři ikona Panny Marie Svatotomské. Dnes se nachází v bazilice na Starém Brně. V hrobce umístěné před hlavním oltářem jsou uloženy ostatky markraběte Jošta.